# Definitely Maybe
Definitely Maybe är det brittiska rockbandet Oasis första album. Det släpptes den 30 augusti 1994. 
Olikt andra Manchester-band under det tidiga nittiotalet spelade Oasis vanlig rock and roll, utan de dans- eller funkelement som till exempel Happy Mondays använde. Tack vare de populära singlarna "Supersonic", "Shakermaker" och framförallt "Live Forever" gick albumet direkt in på förstaplatsen på topplistan och blev då det snabbast säljande debutalbumet i brittisk historia. Definitely Maybe har sålts i över sju miljoner exemplar.

## Låtlista
Alla låtar är skrivna och komponerade av Noel Gallagher. 
| Nr  | Titel                 | Längd |
| --- | --------------------- | ----- |
| 1.  | Rock 'n' Roll Star    | 5:23  |
| 2.  | Shakermaker           | 5:08  |
| 3.  | Live Forever          | 4:36  |
| 4.  | Up in the Sky         | 4:28  |
| 5.  | Columbia              | 6:17  |
| 6.  | Supersonic            | 4:43  |
| 7.  | Bring It on Down      | 4:17  |
| 8.  | Cigarettes & Alcohol  | 4:49  |
| 9.  | Digsy's Dinner        | 2:32  |
| 10. | Slide Away            | 6:32  |
| 11. | Married with Children | 3:15  |

Bonuslåtar
| 4.  | Cloudburst (Endast japansk utgåva) | 5:22 |
| 6.  | Sad Song (Endast japansk utgåva)   | 4:27 |
| 12. | Whatever (Endast mexikansk utgåva) | 6:22 |

| 12. | Shakermaker (Slide Up mix)               | 5:36 |
| 13. | Bring It on Down (Monnow Valley version) | 4:23 |

### Vinylutgåvan
Alla låtar är skrivna och komponerade av Noel Gallagher. 
| 1. | Rock 'n' Roll Star | 5:23 |
| 2. | Shakermaker        | 5:08 |
| 3. | Live Forever       | 4:36 |

| 1. | Up in the Sky | 4:28 |
| 2. | Columbia      | 6:17 |
| 3. | Sad Song      | 4:30 |

| 1. | Supersonic           | 4:43 |
| 2. | Bring It on Down     | 4:17 |
| 3. | Cigarettes & Alcohol | 4:49 |

| 1. | Digsy's Dinner        | 2:32 |
| 2. | Slide Away            | 6:32 |
| 3. | Married with Children | 3:15 |

## Medverkande
- Liam Gallagher - sång, tamburin
- Noel Gallagher - sologitarr, bakgrundssång
- Paul "Bonehead" Arthurs - kompgitarr
- Paul "Guigsy" McGuigan - bas
- Tony McCaroll - trummor
- Anthony Griffiths - sång